# Visual Boy Advance
VisualBoyAdvance（以下簡稱「VBA」）是一個根據GNU General Public License發布的免費軟件。它能夠在電腦上模擬任天堂所發行的手提遊戲機，包括：Game Boy、Super Game Boy、Game Boy Color和Game Boy Advance。由於VBA模擬效果與真正的GBA基本無異，直至2006年是Win32電腦上最受歡迎的模擬器。VBA和gnuboy是廣泛分佈的Game Boy模擬器，且VBA已有中文化版本。
VisualBoyAdvance-M（或簡作VBA-M）是一個改良分支，來自不活躍的VisualBoyAdvance專案。VisualBoyAdvance-M中的「M」據信是「Merge（合併）」的縮寫。另外的獨立版本稱為VBA-ReRecording，它提供了工具輔助回放功能。

## 開發者
由於官方在Game Boy Advance上市時便公開硬體架構及核心代碼外洩，模擬器「VisualBoyAdvance」很快地在2002年1月13日由Forgotten開發完成。但是他後來放棄開發，其後由VBA Team接手開發工作。

## GBA游戏模拟
GBA遊戲機的核心開發代碼泄露，使VBA能够顺利开发，模拟器的更新与GBA游戏的推出速度几乎同步。VBA對電腦的配置要求相當低，玩家即使使用最早的版本仍能运行大部分的游戏，这种情况在其他模拟器开发中甚為少見，其他模擬器一般是在游戏出现后才推出新版本來修正错误，而VBA的性能画质在1.0版已经相当完美，至1.6修改版（VBALink）中增加連線功能，以後的版本则是在其他功能上扩展，例如增加界面、修正運作、調整等不影響遊戲的功能。

## 外部連結
- VBALink （页面存档备份，存于）介紹4玩家可以透過LAN連接到VBA emu的方法以及介紹原作者的資料。

- VBA with re-recording （页面存档备份，存于） 促進tool-assisted speedrun的創作。
- vba-rerecording - VBA-ReRecording Development - Google Project Hosting （页面存档备份，存于） VBA-ReRecording的另一網站。

- VisualBoyAdvanceED提高除錯的能力。

- Spacy's VBA主要介紹hq2/3/4x 的功能。

- VBALink - Visualboy Advance with link support! VBALink 的另一網站。